# Emeran Schmid
Emeran Schmid (* 22. Dezember 1901 in München; † 8. März 1976 in Bad Oldesloe) war ein deutscher Schutzhaftlagerführer im KZ Esterwegen.

## Leben
Schmid war Sohn eines Fabrikarbeiters und späteren Dienstmanns. Nach einer abgebrochenen Lehre als Goldschmied arbeitete Schmid bei verschiedenen Betrieben als Montagehelfer, Schlepper und Werkzeugschleifer. 
Als Mitglied der Sturmabteilung Roßbach nahm er 1923 am Hitlerputsch in München teil. 1922 trat er in die NSDAP und die SA ein. Ab Oktober 1922 gehörte er dem 7. Bayerischen Pionier-Bataillon an; aus der Reichswehr wurde er wegen seiner Beteiligung am Hitlerputsch 1923 entlassen. Von März bis November 1924 gehörte er erneut der Reichswehr an. 1925 trat er wieder in die NSDAP (Mitgliedsnummer 5.428) und in die SS ein (SS-Nummer 34) ein. Ab 1929 war er hauptberuflicher Hilfsarbeiter in der Hausdruckerei der NSDAP.
1930 wurde Emeran Schmid zum SS-Sturmführer ernannt. Als SS-Sturmbannführer erfolgte 1934 seine Aufnahme in den Stab der 1. SS-Standarte „Julius Schreck“ in München. Im darauffolgenden Jahr wurde er Schutzhaftlagerführer des KZ Esterwegen, dessen Leitung er bis zu dessen Auflösung 1936 ausübte. Zu Hitlers Geburtstag am 20. April 1938 wurde er zum SS-Obersturmbannführer ernannt. Im Zweiten Weltkrieg betätigte er sich im SS-Abschnitt XXXIII in Schwerin. Schmid war bis mindestens 1945 in Güstrow, später arbeitete er als Sparkassen-Angestellter.

## Ehrungen
- Goldenes Parteiabzeichen
- Blutorden[4]